# Яникой (Кабардино-Балкария)
Янико́й — село в Чегемском районе Кабардино-Балкарской Республики. Административный центр муниципального образования «Сельское поселение Яникой».

## Географическое положение
Селение расположено в северной части Чегемского района, в междуречье рек Шалушка и Чегем. Находится в 8 км к юго-западу от районного центра Чегем и в 9 км к западу от города Нальчик.
Площадь села с присельскими территориями составляет — 26 км².
Граничит с землями населённых пунктов: Чегем на северо-востоке, Шалушка на востоке, Каменка на юге и Лечинкай на северо-западе.
Населённый пункт находится в предгорной зоне республики. Рельеф местности представляет собой предгорные наклонные равнины на севере, переходящие в возвышенности Лесистого хребта на юге. Средние высоты составляют 592 метра над уровнем моря. Абсолютные высоты возвышающихся над селом хребтов составляют 970 метров над уровнем моря.
Гидрографическая сеть представлена рекой Шалушка и ручьями стекающих в Лесистого хребта. К северу от села находится несколько искусственных водоёмов.
Климат умеренный. Лето тёплое, со средними температурами июля около +21°С. Зима прохладная, со средними температурами января −3°С. Среднее количество осадков в год составляет около 720 мм. Основное количество осадков выпадает весной. Основные ветры — восточные.

## История
Село основано в 1905 году балкарцами, переселявшимися из высокогорий на предгорья.
Первым поселенцем нового села стал житель Верхнего Чегема Гелястанов Шамаил, который со своей многочисленной семьёй поселился недалеко от хутора Каменка.
Вначале село назвали по фамилии первопереселенца «Гелястаново», но с увеличением поселения название было переименовано в «Жангыкой», что в переводе с балкарского означало «Новое село».
Население быстро росло и к 1917 году село превратилось в крупный населённый пункт. В 1918 году в Кабарде и Балкарии была установлена Советская власть. Первым председателем Ревкома села Яникой был Гелястанов Зулкай. Выполняя решение 2-го съезда Советов, в селе была организована земельная комиссия, которая раздала землю беднейшему крестьянству. После гражданской войны в 1920 году была восстановлена Советская власть, где комиссаром был избран Газаев Мусса. На выборах в местные советы в 1922 году председателем Сельского Совета был избран Гелястанов Зулкай.
В 1925 году были проведены перевыборы председателя Сельского Совета, где был избран Гелястанов Мустафа, который занимал эту должность до 1930 года.
Во время Великой Отечественной войны, в ноябре 1942 года село было оккупировано немецкими войсками. В январе 1943 года село освобождено от захватчиков.
Восстановление хозяйства КБАССР после изгнания немецких войск, было омрачено насильственной депортацией балкарцев в марте 1944 года в Среднюю Азию.
После депортации балкарцев, село было переименовано в Ново-Каменку и был одним из редких выселенных сёл, которые не были полностью заброшены, так как в селе продолжали проживать кабардинцы, русские, украинцы и осетины.
В 1957 году Верховный Совет СССР реабилитировал балкарцев и разрешил им вернутся в свои прежние места проживания. По возвращении, население села вновь начала быстро расти за счет переселенцев с высокогорных балкарских аулов, предпочитавших осесть в предгорных и равнинных районах КБАССР.
В 1958 году указом Президиума Верховного Совета РСФСР, селение Ново-Каменка было обратно переименовано в Яникой
В 1992 году в состав сельского поселения Яникой было включено село Каменка, располагающееся на противоположном берегу реки Шалушка.

## Население
| 2002 | 2010  | 2021  |
| ---- | ----- | ----- |
| 2685 | ↗2792 | ↗3505 |

Плотность — 134.81 чел./км².
Национальный состав
По данным Всероссийской переписи населения 2002 года, 96 % населения села составляли балкарцы.

По данным Всероссийской переписи населения 2021 года:
| Народ               | Численность, чел. | Доля от всего населения, % |
| ------------------- | ----------------- | -------------------------- |
| балкарцы            | 3 085             | 88,02 %                    |
| кабардинцы          | 181               | 5,16 %                     |
| русские             | 177               | 5,05 %                     |
| другие / не указано | 62                | 1,77 %                     |
| всего               | 3 505             | 100,0 %                    |

## Образование
- Средняя школа № 1 — ул. Байсултанова, 76
- Начальная школа Детский сад № 1

## Здравоохранение
- Участковая больница

## Культура
- Дом культуры
- Библиотека

Общественно-политические организации организации
- Совет старейшин
- Совет ветеранов труда и войны

## Ислам
В селе действует одна мечеть.

## Экономика
Основу экономики села составляет сельское хозяйство. Наиболее развитая отрасль сельского хозяйства это садоводство.
К югу от села находится несколько туфовых карьер, откуда добывается материал для изготовления пеплоблоков.

## Улицы
Улицы

| Байсултанова |
| Кирова       |
| Мечиева      |

| Мира    |
| Пушкина |

| Речная    |
| Чегемская |

Переулки

| Байсултанова |
| Дружбы       |

| Комсомольский |
| Кулиева       |

| Лермонтова |
| Пионерский |

## Известные уроженцы
- Байсултанов Алим Юсуфович — Герой Советского Союза.
- Бечелов Ильяс Борисович — Председатель Парламента КБР.
- Газаева Амина Хыйсановна — кабардино-балкарская писательница и поэтесса.
- Геляхов Абдуллах Сагидович — Председатель Конституционного суда КБР.